# Van Goghkerkje (Nuenen)

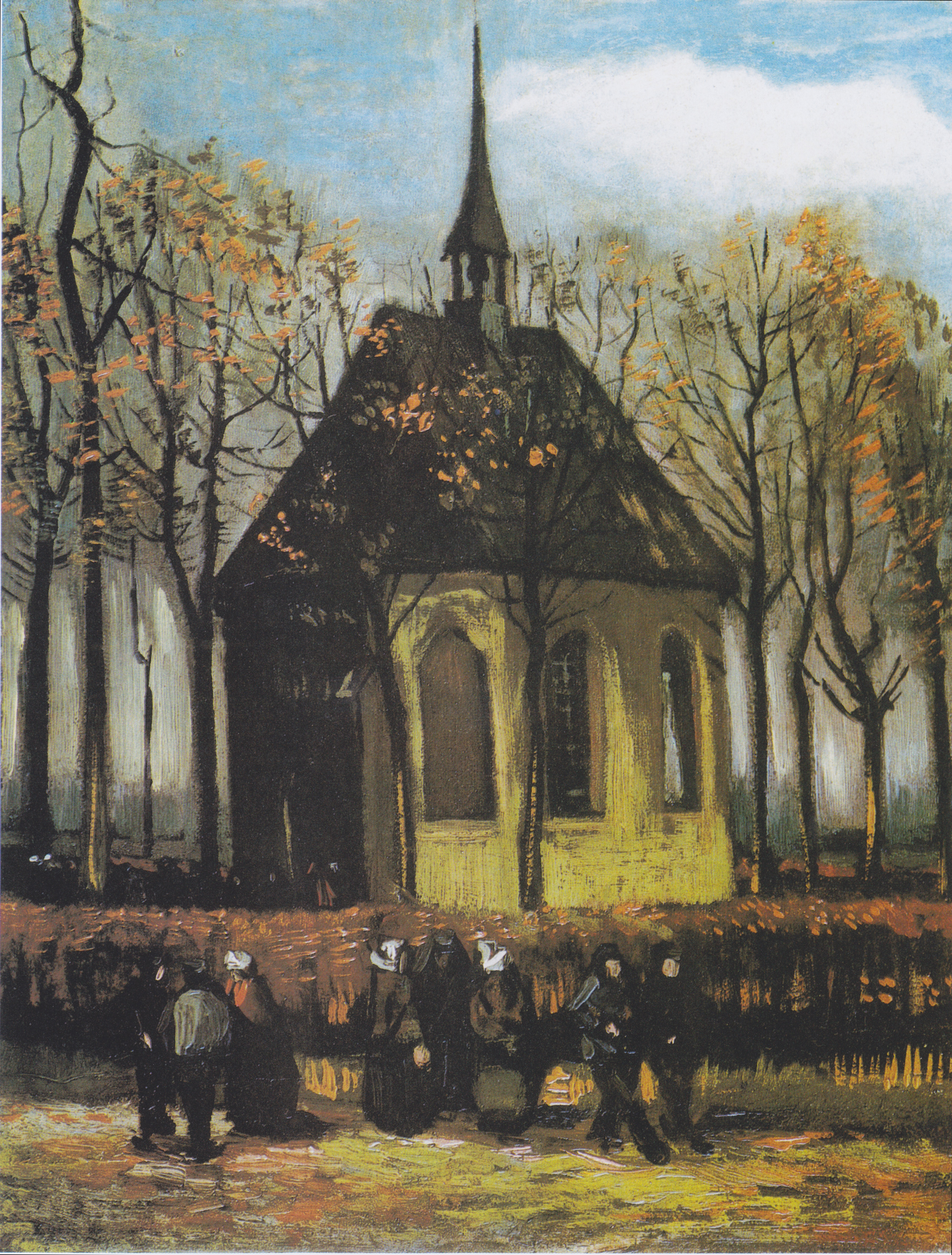
Van Gogh - De kerk van Nuenen met kerkgangers

Het Van Goghkerkje aan de Papenvoort 2A te Nuenen, in de Nederlandse provincie Noord-Brabant, is een eenvoudig protestants zaalkerkje uit 1824, waarin enkele bekende predikanten hebben gestaan. Het is meermalen als schets of schilderij vastgelegd door Vincent van Gogh.

## Geschiedenis
De Hervormde gemeente van Nuenen werd gesticht in 1648 en kreeg de beschikking over de oude Sint-Clemenskerk die van de katholieken was overgenomen. De predikanten huurden aanvankelijk de oude pastorie te Gerwen, maar in 1763 werd een nieuwe pastorie in Nuenen gebouwd die anno 2021 nog bestaat. Toen de oude kerk in 1799 aan de katholieken werd teruggegeven, hield de zeer kleine hervormde gemeente zijn kerkdiensten in de pastorie. Deze situatie duurde tot 1808. Toen stierf dominee Hermanus Christianus Hanewinkel en na diens dood werden de hervormde gemeenten van Nuenen en Mierlo samengevoegd.
In 1809 werd de kerk van Mierlo aan de katholieken teruggegeven en kregen de protestanten een financiële tegemoetkoming van koning Lodewijk Napoleon om daarmee een eigen kerk te bouwen. In 1812 werd het kerkje ingezegend. Het deed dienst tot 1816 waarop de predikant naar Nuenen verhuisde. De hervormde gemeente te Mierlo bestond namelijk slechts uit de predikant en nog één ander gezin.
In 1819 werden de hervormde gemeenten van Stiphout en Geldrop bij die van Nuenen-Mierlo gevoegd met 59 lidmaten waarvan 40 in Nuenen. Er waren kleine kerkjes te Mierlo en Stiphout maar men besloot te Nuenen een kerk te bouwen. In 1821 werd daartoe een stuk grond aangekocht en in 1824 werd het Van Goghkerkje gebouwd, onder toezicht van Rijkswaterstaat (het is een Waterstaatskerk). Het stond aanvankelijk bekend als het Willemskerkje want toen, naar verluidt koning Willem I in 1817 Nuenen kwam jagen, sprak hij met de burgemeester over een toezegging die koning Lodewijk Napoleon eertijds in deze had gedaan maar niet meer kon waarmaken.
In 1874 kwam ook in Geldrop een hervormd kerkje gereed, hoewel de splitsing van de gemeenten pas in 1947 plaatsvond.
Het kerkje is een eenvoudig zaalkerkje in neoclassicistische stijl dat plaats biedt aan ongeveer 60 mensen. Er hebben in het kerkje enkele beroemde predikanten gestaan, zoals Willem Begemann van 1828 tot 1874, Theo van Gogh van 1882 tot 1885 en Bart de Ligt van 1910 tot 1915. De later beroemd geworden schilder Vincent van Gogh, zoon van predikant Theo van Gogh, heeft van 1883 tot 1885 in Nuenen gewoond en gewerkt, waarna hij naar Antwerpen vertrok. In die tijd maakte hij ook studies van de kerk.
In 1947 splitste de Geldropse gemeente zich af, omdat deze sterk was gegroeid en ook de gemeente in Nuenen begon te groeien door de bouw van nieuwe woonwijken. Dit leidde ertoe dat het Van Goghkerkje te klein werd en de kapelruimte in het vroegere R.K. Parochiecentrum "De Vank" werd gehuurd. Aangezien deze ruimte niet altijd beschikbaar was moest men soms uitwijken naar de kapel van Eckartdal. Aan deze onpraktische situatie kwam een eind toen in 1999 het kerkelijk centrum "De Regenboog" werd ingewijd.
Het Van Goghkerkje werd ondertussen op zondagen verhuurd aan de Vergadering van Gelovigen en verder werd en wordt het gebruikt voor bijzondere plechtigheden en culturele manifestaties.

## Het gebouw
Het Van Goghkerkje is een zaalkerkje met twee traveeën. Het heeft een rechthoekige plattegrond met aan de korte zijden een driezijdige afsluiting. Op het dak bevindt zich een dakruiter, een open torentje met spits. Sinds 1963 hangt hierin een carillon van 18 klokken. In 1928 werd een consistoriekamer aangebouwd. Een restauratie vond plaats in 1955, en in 1984 werd het dak vernieuwd. Van 2000 tot 2009 werd het gebouw geheel opgeknapt.
In het kerkje bevindt zich een orgel van de firma Verschueren.
Het kerkje bevindt zich in een parkachtige omgeving en is geklasseerd als Rijksmonument.

## Foto's

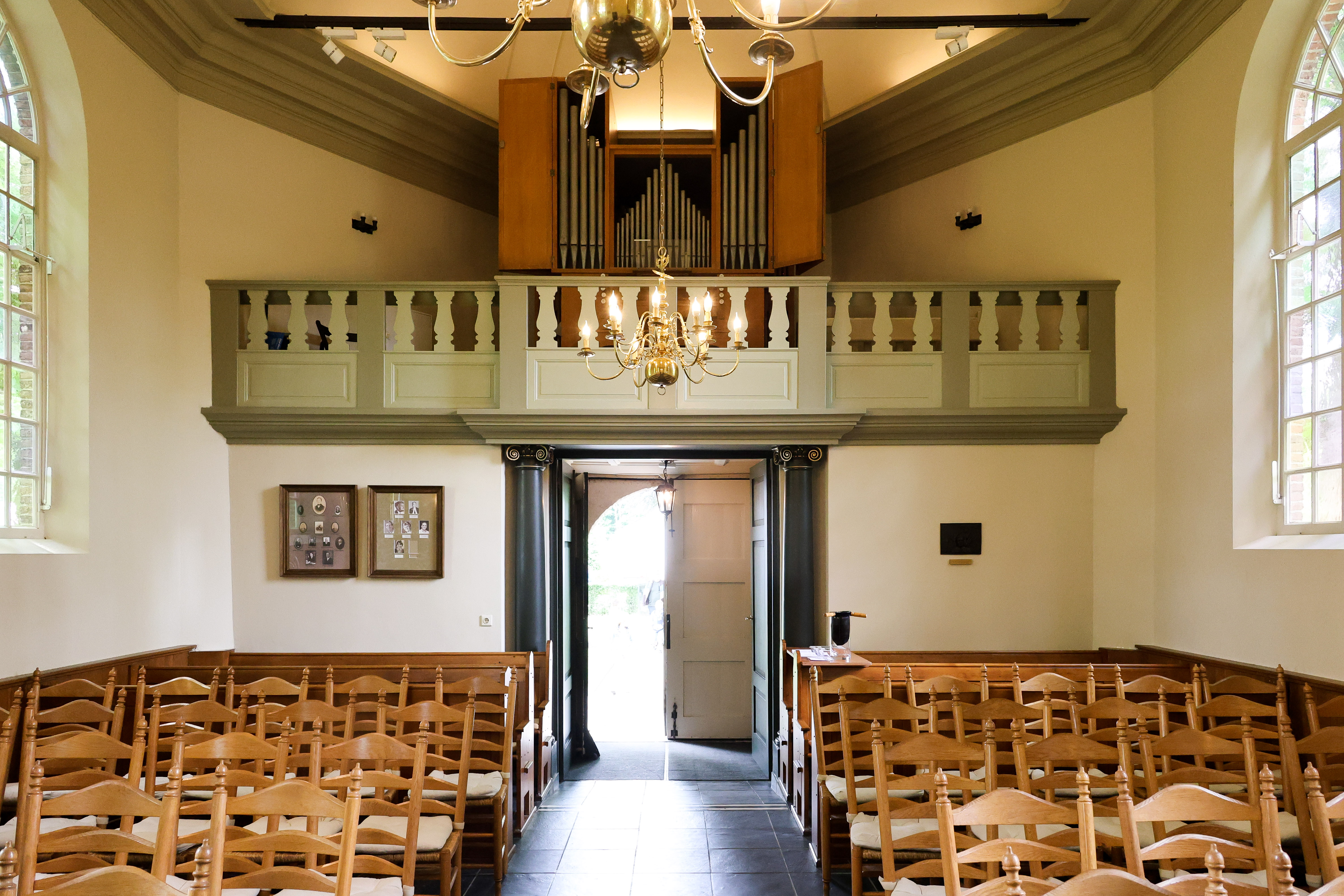
Interieur
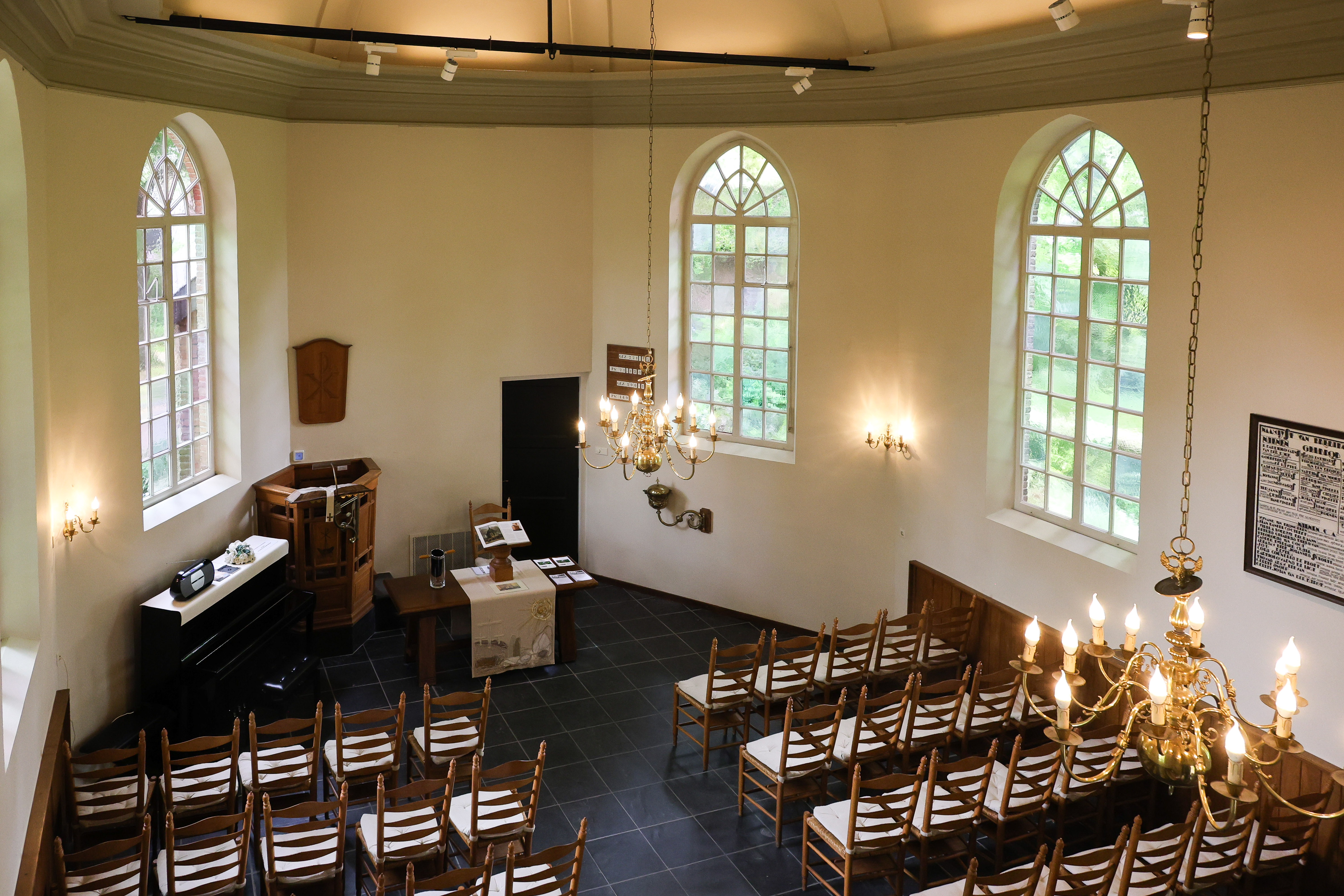
Interieur
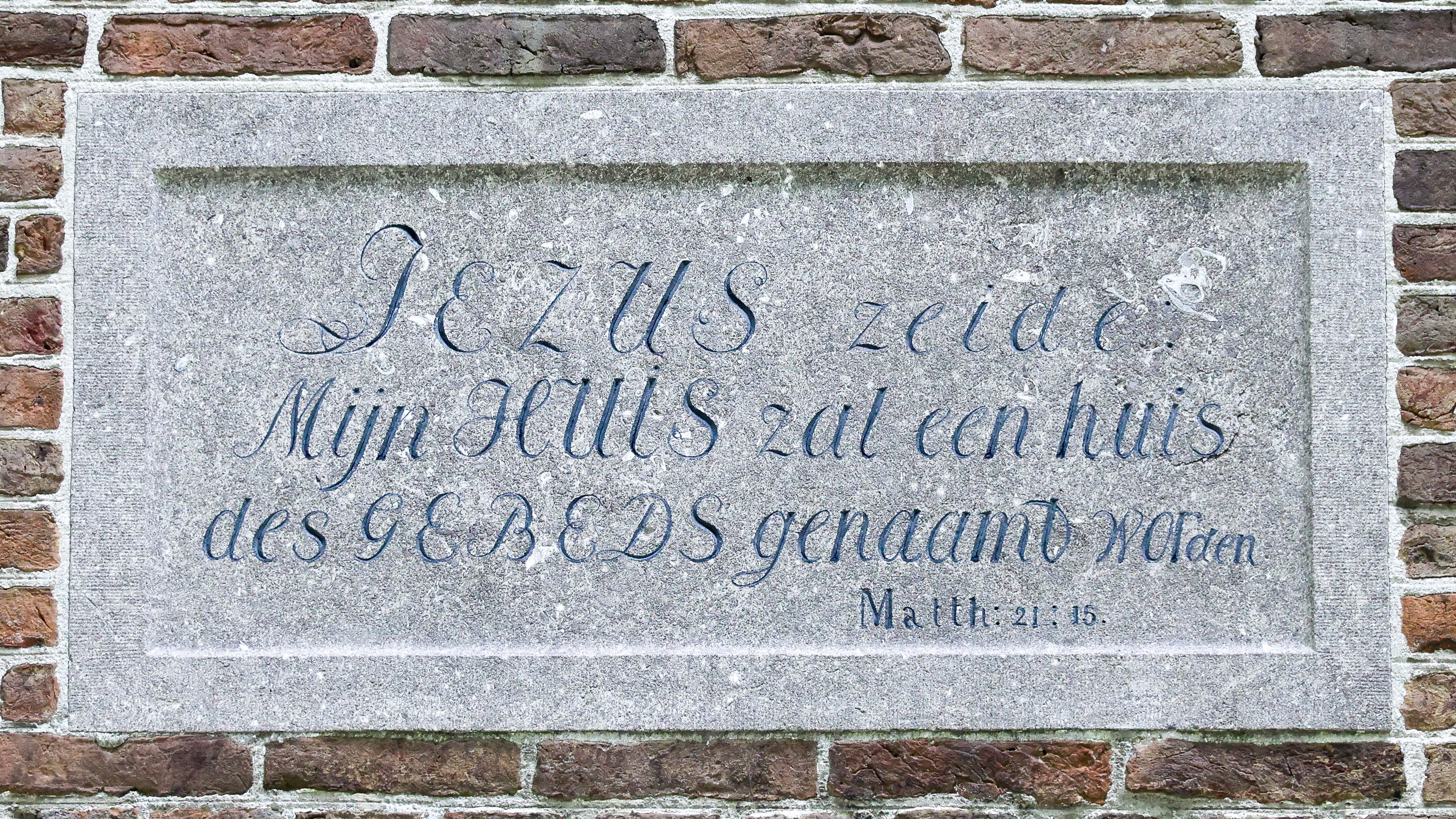
Gevelsteen
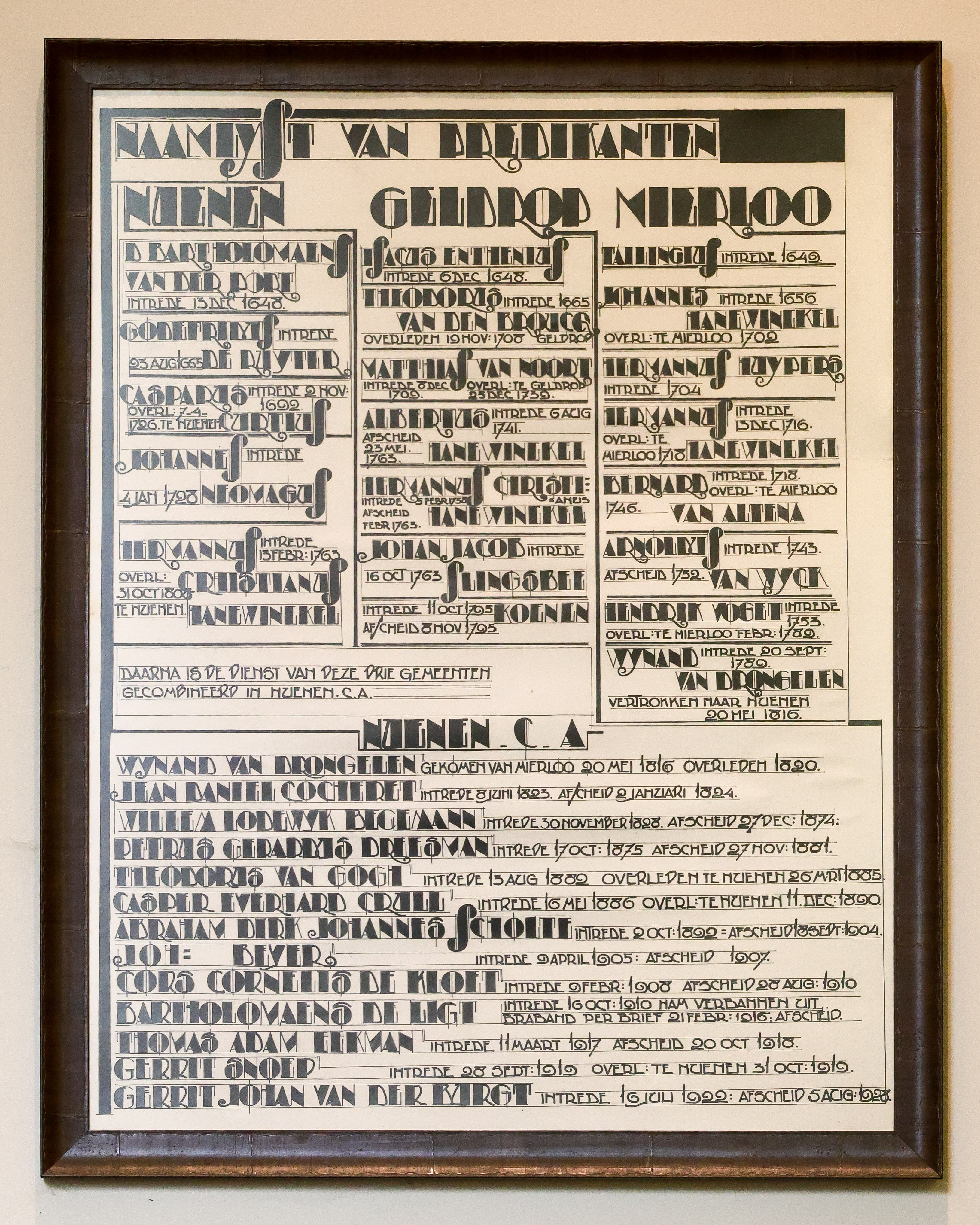
Namenlijst van predikanten
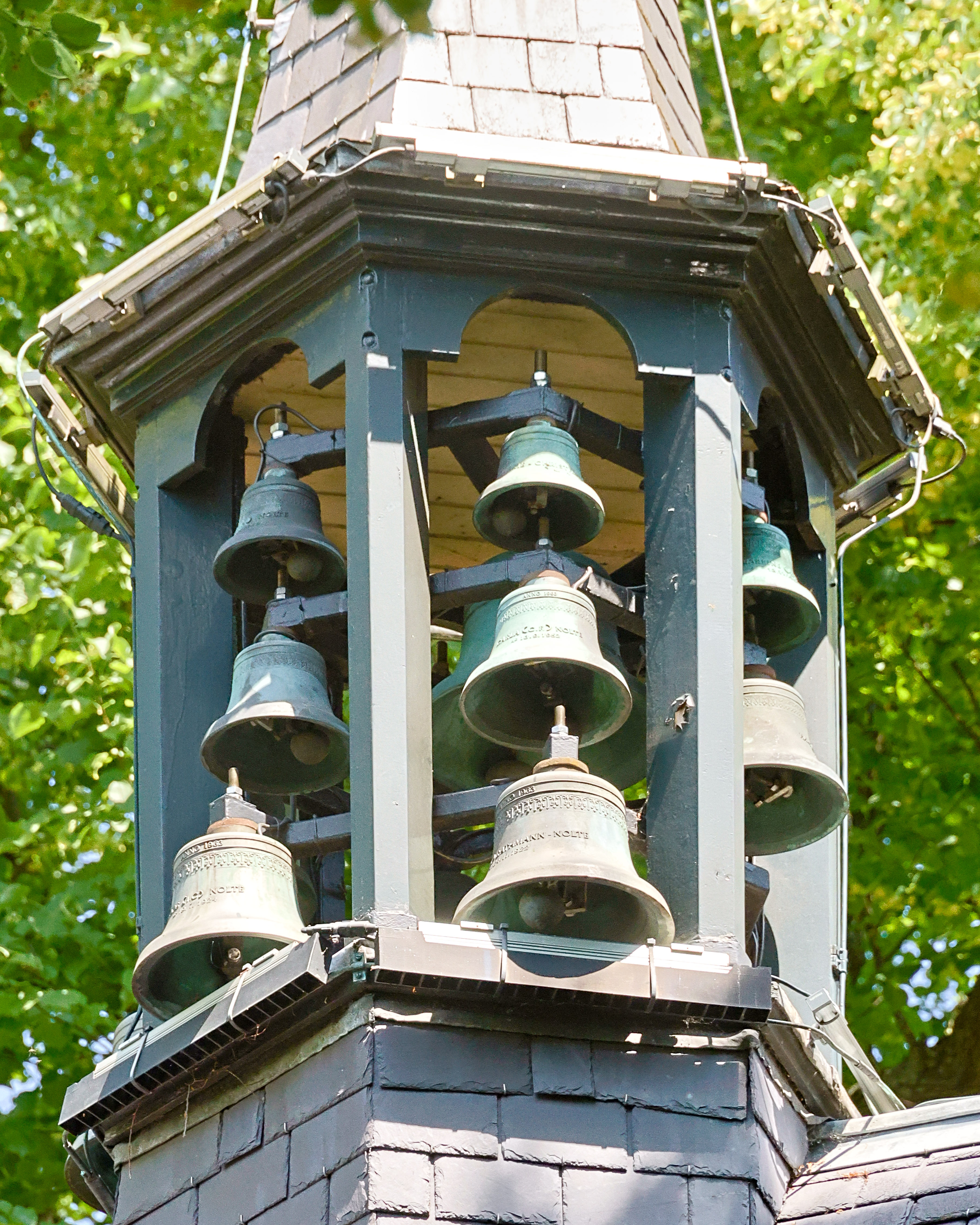
Carillon

## Bron
- Jean Coenen, 2000. Gegeven Sint-Barbaradag 1300: Een overzicht van de geschiedenis van Nuenen, Gerwen en Nederwetten. Eindhoven: Drukkerij Lecturis. ISBN 90-70108-50-X